# Géo Carvalho
Geraldo da Rocha Carvalho, meist nur kurz Géo genannt (* 13. Juli 1932 in Recife (PE); † 18. Oktober 1986 ebenda), war ein brasilianischer Fußballspieler. Mit Sport Recife und SE Palmeiras gewann er in den 1950er Jahren drei Staatsmeisterschaften in Brasilien. Mit Sporting Lissabon gewann er Meisterschaft und Pokal sowie den Europapokal der Pokalsieger von 1964. Nach einer Verletzung ließ er seine Karriere bis in die frühen 1970er Jahre bei diversen belgischen Zweitligavereinen, unter anderem Cercle Brugge, ausklingen.

## Leben
Der in der Regel auf Linksaußen eingesetzte Stürmer spielte ursprünglich zwischen 1953 und 1954 bei Sport Recife. 1955 hatte er ein kurzes Intermezzo beim Botafogo FC in Ribeirão Preto im Staat São Paulo. Noch im selben Jahr kehrte er zu Sport zurück und gewann mit dem Verein die Staatsmeisterschaft von Pernambuco der Jahre 1955 und 1956. Zwischen 1958 und 1960 spielte er für die seinerzeit aufgrund ihrer zahlreichen prominenten Zukäufe als „Millionenelf“ bekannte Mannschaft der SE Palmeiras in São Paulo, der es 1959 gelang die Staatsmeisterschaft von São Paulo zu gewinnen und damit die seinerzeitige Hegemonie des FC Santos um Pelé kurzfristig zu brechen. Zur Feststellung des Meisters von 1959 waren drei Entscheidungsspiele notwendig, die im Jänner 1960 im Estádio do Pacaembu von São Paulo ausgetragen wurden. Géo wurde allerdings nur im ersten Spiel, das vom österreichischen Schiedsrichter Stefan Walter Glanz geleitet wurde, eingesetzt, das 1:1 endete. Bei den beiden anderen Spielen – die 2:2 und 2:1 endeten – gab Trainer Oswaldo Brandão Leonardo Colella „Nardo“ den Vorzug. Zu den bekannteren Mitspielern Géos in seiner Zeit bei Palmeiras gehören die Nationalspieler Djalma Santos und Chinesinho.
Mitte 1960 wechselte er zusammen mit dem Palmeiras-Torsteher Aníbal Saraiva Júnior nach Portugal zu Sporting Lissabon. Nachdem es im ersten Jahr nur zum zweiten Platz in der Meisterschaft reichte, gelang 1961/62 unter den Trainern Otto Glória und Júlio Cernadas Pereira „Juca“ der Titelgewinn. In der Saison darauf gewann Sporting durch einen 4:0-Finalsieg unter Juca gegen Vitória Guimarães den Sieg im Pokal. An der Seite des „großen Kapitäns“ Fernando Mendes, Hilário und João Morais gelang es ihm, im Viertelfinale des Europapokals der Pokalsieger 1963/64 eine 1:4-Auswärtsniederlage gegen Manchester United – mit unter anderen Bobby Charlton und George Best – durch einen 5:0-Sieg im Rückspiel, zu dem er den dritten Treffer beisteuerte, aufzuholen. Im Wiederholungsspiel des Finales gegen MTK Budapest, nach einem 3:3 im ersten Spiel, reichte schließlich das bekannte Eckballtor von Morais, o Cantinho do Morais, zum bislang einzigen europäischen Titelgewinn von Sporting. Eine langwierige Knöchelverletzung bedeutete aber zum Saisonende den Abschied von Géo vom großen Fußball.
Géo schloss sich danach zunächst für ein Jahr dem belgischen Zweitligisten Racing White in Brüssel an. Es folgten zwei Saisonen bei KSV Sottegem unter Trainer Urbain Braems. Von 1968 bis 1970 spielte er mit Cercle Brugge in der zweiten Liga, ehe zwischen 1970 und 1972 seine professionelle Karriere beim Drittligisten Racing Jet Brüssel oder einem von dessen Vorgängervereinen beendete. Es wird berichtet, dass er sich auch noch beim unterklassigen FC Steenhuize beschäftigte.